# فلاكورة زغيباء
فلاكورة زغيباء (الاسم العلمي:Flacourtia tomentella) هي نوع من النباتات تتبع جنس الفلاكورة من الفصيلة الصفصافية.